# 171112 Sickafoose
171112 Sickafoose è un asteroide della fascia principale. Scoperto nel 2005, presenta un'orbita caratterizzata da un semiasse maggiore pari a 2,8954773 UA e da un'eccentricità di 0,1041983, inclinata di 1,96589° rispetto all'eclittica.
L'asteroide è dedicato a J. Lorin e Tanalynne Sickafoose, genitori dell'autrice della scoperta.